# خانه شیرین (وب‌تون)
خانه شیرین (کره‌ای: 스위트 홈; لاتین‌نویسی اصلاح‌شده: Seuwiteu Hom; انگلیسی: Sweet Home) یک وب‌تون کره جنوبی به نویسندگی کیم کارنبی و تصویرگری هوانگ یونگ چان است. این وب‌تون نخستین بار در ناور وب‌تون و در مجموع برای ۱۴۰ چپتر به اضافه ۱ دیباچه از ۱۲ اکتبر ۲۰۱۷ تا ۲ ژوئیه ۲۰۲۰ منتشر شد. داستان این‌وب‌تون دربارهٔ پسر دبیرستانی متمایل به خودکشی است و به همراه گروهی از ساکنان یک آپارتمان در تلاشند که از یک «هیولای» آخرالزمانی (괴물화) جان سالم به در ببرند. این وب‌تون دومین همکاری کیم و هوانگ پس از باستارد (۲۰۱۴–۱۶) است. تا ژانویه ۲۰۲۱، نسخه رسمی انگلیسی آن ۲٫۴ میلیون مشترک و ۱۵٫۲ میلیون لایک به دست آورد. یک نسخه چاپی (مانهوا) از خانه شیرین از ۲۸ فوریه ۲۰۲۰ توسط ویزدِم هاوس منتشر شد. وب‌تون خانه شیرین همچنین در یک مجموعه نتفلیکس با همین نام اقتباس شد و در ۱۸ دسامبر ۲۰۲۰ منتشر شد. یک پیش‌درآمد با عنوان شات‌گان بوی به نویسندگی کیم و تصویرگری هونگ‌پیل با نظارت ویراستاری هوانگ در ناور وب‌تون از ۲۲ فوریه ۲۰۲۱ منتشر شد.

## شخصیت‌ها

### اصلی
- چا هیون سو
- یون جی سو
- پیون سانگ ووک
- لی اون هیوک

### مکمل

#### خانه سبز
- هان دو شیک
- جونگ جه هون
- لی اون یو
- پارک یو ری
- آن گیل سوپ
- کیم سو یونگ
- کیم یونگ سو
- ایم میونگ سوک
- بیونگ ایل
- آن سون یونگ
- کیم سوک هیون
- سون هه این
- گارد امنیتی
- دختری از اتاق ۱۴۱۱
- ریو جه هوان
- سانگ سو
- جی اون

## اقتباس‌ها
وب‌تون خانه شیرین توسط استودیو دراگون و استودیو ان در مجموعه نتفلیکس با همین نام اقتباس شد. نتفلیکس گروه بازیگران را به صورت رسمی در ۱۸ دسامبر ۲۰۱۹ معرفی کرد. این مجموعه به کارگردانی لی اونگ بوک در ۱۸ دسامبر ۲۰۲۰ منتشر شد و نقدهای مختلفی دریافت کرد.